# Pittsfield (Maine)
Pittsfield ist eine Town im Somerset County des Bundesstaates Maine in den Vereinigten Staaten. Im Jahr 2020 lebten dort 3908 Einwohner in 1776 Haushalten auf einer Fläche von 126,18 km².

## Geographie
Nach dem United States Census Bureau hat Pittsfield eine Gesamtfläche von 126,18 km², von der 124,79 km² Land sind und 1,39 km² aus Gewässern bestehen.

### Geographische Lage
Pittsfield liegt im Südosten des Somerset Countys und grenzt an das Waldo County im Südosten und das Kennebec County im Südwesten an. Im Südosten wird das Gebiet der Town durch den Sebasticook River begrenzt. Im Nordwesten grenzt der Sibley Pond an und im Nordosten der Douglas Pond. Die Oberfläche ist eben, ohne nennenswerte Erhebungen.

### Nachbargemeinden
Alle Entfernungen sind als Luftlinien zwischen den offiziellen Koordinaten der Orte aus der Volkszählung 2010 angegeben.
- Norden: Hartland, 14,0 km
- Nordosten: Palmyra, 9,7 km
- Osten: Detroit, 10,4 km
- Süden: Burnham, Waldo County, 14,5 km
- Südwesten: Clinton, Kennebec County, 11,7 km
- Westen: Canaan, 9,0 km

### Stadtgliederung
In Pittsfield gibt es mehrere Siedlungsgebiete: Burton Corner, East Pittsfield, Emerson Corner, Half Way, Mosher Corner, Nash Corner, Phillips Corner, Pittsfield, South Pittsfield, Tilton Corner, Waverly, Weeks Corner und West Pittsfield.

### Klima
Die mittlere Durchschnittstemperatur in Pittsfield liegt zwischen −9,4 °C (15 °F) im Januar und 20,0 °C (68 °F) im Juli. Damit ist der Ort gegenüber dem langjährigen Mittel der USA um etwa 9 Grad kühler. Die Schneefälle zwischen Oktober und Mai liegen mit bis zu zweieinhalb Metern mehr als doppelt so hoch wie die mittlere Schneehöhe in den USA; die tägliche Sonnenscheindauer liegt am unteren Rand des Wertespektrums der USA.

## Geschichte
Der erste dauerhafte Siedler, der auf dem Gebiet von Pittsfield baute, war Moses Martin. Im Jahr 1795 ließ sich der Holzfäller und Jäger hier mit seiner Frau Anna, zwei Söhnen und zwei Töchtern nieder und lebte in guter Nachbarschaft mit den Abenaki-Indianern der Region. Die Familie stammte aus dem benachbarten Norridgewock.
Um 1800 kamen weitere Siedler hinzu und die Siedlung nannte sich „Plymouth Gore“. Ab 1816 wurde sie in „Sebasticook Plantation“ umbenannt und am 19. Juni 1819 als eigenständige Town Warsaw organisiert.
1824 wurde der Name in Pittsfield geändert, zu Ehren des Großgrundbesitzers William Pitts, dem große Teile des Gebietes gehörten. Frühe Siedler zahlten ihre Pacht in Form von Mais und Weizen. Die Einwohnerzahl der Stadt stieg stetig weiter, was wohl auch der Eisenbahn zugerechnet werden muss, hauptsächlich aber in der Ansiedlung von zahlreichen Webereien und Wassermühlen zu begründen ist. Ein weiterer wichtiger Wachstumsfaktor war die Gründung des Maine Central Institute im Jahr 1866, denn diese Bildungsmöglichkeit zog weitere Siedler an.
1881 wurde Downtown Pittsfield bei einem Brand komplett zerstört, aber innerhalb kürzester Zeit wieder neu aufgebaut. Eine weitere Eisenbahnstrecke verband ab dem Jahr 1886 Pittsfield mit Hartland. Mit dem Anschluss der Pittsfield Electric Light and Power Company an das Stromnetz wurde die Holzverarbeitungsindustrie immer wichtiger. Zwischen 1900 und 1920 ging die Einwohnerzahl von Pittsfield kurzzeitig zurück, bevor sie Ende der 20er-Jahre einen erneuten Aufschwung erlebte und beinahe die heutige Größe erreichte. Als die Webereien sich immer mehr aus Neuengland zurückzogen und in den Süden verlagert wurden, stellte man in Pittsfield auf Initiative der Bürger auf industrielle Schuhherstellung um. Durch das Programm des New Deals der Civil Works Administration wurde der Pferderennplatz von Pittsfield in einen kleinen Flughafen umgebaut. Dieser wurde hauptsächlich von Navy-Piloten, die an der Küste Maines stationiert waren, zu Übungsflügen genutzt. Auch die ersten Löschflugzeuge des „Kiefern“-Staates waren hier stationiert. In den 1960er-Jahren wurde der Flugplatz erneuert und wird nun von kleinen Chartermaschinen aus den großen Städten der Ostküste und von Geschäfts- sowie Privatleuten genutzt. Durch den Bau des Flughafens siedelten sich diverse Baufirmen in Pittsfield an. Diese Firmen wurden oft von Söhnen italienischer Einwanderer der zweiten Generation geleitet wurden, die sich im Westen von Pittsfield nieder ließen.
Die Eröffnung der Interstate 95 (der bis zur Südspitze Floridas reicht) veränderte das komplette Stadtbild, da die bisherige Hauptstraße jetzt nicht mehr der wichtigste Verkehrsweg war. An der Zufahrtsstraße des Interstate Highways eröffneten bald Supermärkte, Motels und Tankstellen um vorbeifahrende von der Interstate runter in die Stadt zu locken.
Der Highway löste außerdem die Bahn als wichtigstes Verkehrsmittel ab, so dass immer weniger Züge in dem kleinen Ort hielten.
In dieser Zeit wurde das Maine Central Institut (MCI) zur Privatschule mit Internatsmöglichkeit und daher auch bei ausländischen Schülern sehr beliebt, so dass viele fremde Kultureinflüsse in die Stadt kamen; auch lag das Unterrichtsniveau deutlich über dem der High Schools.

### Einwohnerentwicklung
| Volkszählungsergebnisse – Town of Pittsfield, Maine | Volkszählungsergebnisse – Town of Pittsfield, Maine | Volkszählungsergebnisse – Town of Pittsfield, Maine | Volkszählungsergebnisse – Town of Pittsfield, Maine | Volkszählungsergebnisse – Town of Pittsfield, Maine | Volkszählungsergebnisse – Town of Pittsfield, Maine | Volkszählungsergebnisse – Town of Pittsfield, Maine | Volkszählungsergebnisse – Town of Pittsfield, Maine | Volkszählungsergebnisse – Town of Pittsfield, Maine | Volkszählungsergebnisse – Town of Pittsfield, Maine | Volkszählungsergebnisse – Town of Pittsfield, Maine |
| Jahr                                                | 1800                                                | 1810                                                | 1820                                                | 1830                                                | 1840                                                | 1850                                                | 1860                                                | 1870                                                | 1880                                                | 1890                                                |
| --------------------------------------------------- | --------------------------------------------------- | --------------------------------------------------- | --------------------------------------------------- | --------------------------------------------------- | --------------------------------------------------- | --------------------------------------------------- | --------------------------------------------------- | --------------------------------------------------- | --------------------------------------------------- | --------------------------------------------------- |
| Einwohner                                           |                                                     |                                                     | 315                                                 | 610                                                 | 951                                                 | 1166                                                | 1495                                                | 1813                                                | 1909                                                | 2503                                                |
| Jahr                                                | 1900                                                | 1910                                                | 1920                                                | 1930                                                | 1940                                                | 1950                                                | 1960                                                | 1970                                                | 1980                                                | 1990                                                |
| Einwohner                                           | 2891                                                | 2891                                                | 2700                                                | 2935                                                | 3329                                                | 3909                                                | 4010                                                | 4274                                                | 4125                                                | 4190                                                |
| Jahr                                                | 2000                                                | 2010                                                | 2020                                                | 2030                                                | 2040                                                | 2050                                                | 2060                                                | 2070                                                | 2080                                                | 2090                                                |
| Einwohner                                           | 4214                                                | 4215                                                | 3908                                                |                                                     |                                                     |                                                     |                                                     |                                                     |                                                     |                                                     |

## Kultur und Sehenswürdigkeiten

### Theater
Im Jahr 1915 wurde mit Leger's Theatre ein Stummfilmkino eröffnet. Ab 1929 konnten auch Tonfilme gezeigt werden. Im Jahr 1956 kaufte J.R. Cianchette das Kino und renovierte es komplett z. B. durch den Einbau der ersten gepolsterten Klappsessel im Bundesstaat Maine.
Seit 1977 gehört das Pittsfield Community Theatre der Stadt.

### Museen
Das Depot House Museum ist ein Eisenbahnmuseum in Pittsfield. Es befindet sich in einem ehemaligen, historischen Bahnhof. Dieser wurde 1888 durch die Maine Central Railroad errichtet. Das Museum wird von der Pittsfield Historical Society betrieben.

### Bauwerke
In Pittsfield wurden mehrere Bauwerke unter Denkmalschutz gestellt und ins National Register of Historic Places aufgenommen.
- Founders Hall, 1979 unter der Register-Nr. 79000167.[10]
- Pittsfield Public Library, 1983 unter der Register-Nr. 83000471.[11]
- Pittsfield Railroad Station, 1980 unter der Register-Nr. 80000254.[12]
- Pittsfield Universalist Church, 1983 unter der Register-Nr. 83000472.[13]

### Regelmäßige Veranstaltungen
Ende Juli findet in Pittsflied jedes Jahr das „Central Maine Egg Festival“ statt. Während des fünftägigen Festes, das mit einer großen Parade beginnt, werden verschiedene Attraktionen für junge und ältere Menschen geboten (z. B. die „Egglympics“).

## Wirtschaft und Infrastruktur
Pittsfield ist heute eines der Hauptbeschäftigungszentren der Region. Viele Arbeiter aus umliegenden Städten pendeln täglich zu ihrer Arbeitsstelle in Pittsfield.
Die größten Arbeitgeber der Stadt sind:
- G.S. Edwards (Sicherheitssysteme)
- San Antonio Shoe
- Sebasticook Valley Hospital
- C.M. Almy (Kirchenroben)
- Cianbro Construction Company
- Maine Central Institute
- Hancock Lumber

### Verkehr
Die Interstate 95 verläuft parallel zum Sebasticook River durch Pittsfield. Durch den Nordwesten verläuft der U.S. Highway 2 in westöstlicher Richtung. Die Maine State Route 100, Maine State Route 69 und Maine State Route 152. Kreuzen sich im Village Pittsfield.

### Medien
In Pittsfield erschienen mehrere Zeitungen, wie die The Valley Times. Diese wurden jedoch alle eingestellt.

### Öffentliche Einrichtungen
Das Sebasticook Valley Hospital befindet sich in Pittsfield und steht auch den Bewohnern der umliegenden Gebiete zur Verfügung. Es gibt zudem weitere medizinische Einrichtungen in Pittsfield.
Die Pittsfield Public Library befindet sich in einem denkmalgeschützten Gebäude in der Library Street. Das Gebäude wurde im Jahr 1903 errichtet. Vor dem Gebäude befindet sich ein Denkmal für einen Soldaten des Sezessionskriegs.

### Bildung
Pittsfield gehört mit Burnham und Detroit zum Maine School Administrative District #53.
Im Schulbezirk werden mehrere Schulen angeboten:
- Manson Park School in Pittsfield, Pre-Kindergarten und Kindergarten
- Vickery School in Pittsfield, mit den Schulklassen 1 bis 4
- Warsaw Middle School in Pittsfield, mit den Schulklassen 5 bis 8
- Alternative Education wird als Alternative für die High School angeboten

Das Maine Central Institute ist eine private High School in Pittsfield. Es wurde 1866 durch Oren B. Cheney und Ebenezer Knowlton gegründet, die auch das Bates College in Lewiston gegründet haben. Schüler können es als Internatsschule oder als Tagesschule besuchen.

## Persönlichkeiten

### Söhne und Töchter der Stadt
- Nathaniel M. Haskell (1912–1983), Politiker und Gouverneur von Maine
- Carl E. Milliken (1877–1961), Politiker und Gouverneur von Maine
- Llewellyn Powers (1836–1908), Anwalt, Politiker und der Gouverneur von Maine
- Frederick A. Powers (1855–1923), Richter, Politiker und Maine Attorney General